# Unidades periféricas de Grecia

Unidades periféricas de Grecia. Los colores indican la periferia, los tonos las unidades periféricas y las líneas delgadas los municipios.

Unidad periférica (en griego: Περιφερειακή ενότητα, Perifereiakí Enótita) es un término utilizado para las divisiones administrativas de segundo orden de Grecia de acuerdo con el plan Calícrates, que entró en vigor el 1 de enero de 2011. Las unidades periféricas son 74 en total y sustituyen a las antiguas 51 prefecturas.
Geográficamente, se han creado de la siguiente manera:
- En las periferias de Macedonia Central, Macedonia Occidental, Epiro, Grecia Central, Grecia Occidental, Peloponeso y Creta se corresponden con las antiguas prefecturas.
- En las periferias de Macedonia Oriental y Tracia, Islas Jónicas, Egeo Septentrional y Tesalia algunas unidades periféricas se corresponden con las antiguas prefecturas, y otras proceden de la división de una prefectura.
- En las periferias de Ática y Egeo Meridional no se han tenido en cuenta las antiguas prefecturas, sino criterios de población y proximidad.

## Unidades periféricas de Grecia
| Periferia                                | Unidad periférica                         | Antiguas prefecturas con que se correspondía | Capital        | Superficie (km²) | Población (2011) | Densidad (hab/km²) |
| ---------------------------------------- | ----------------------------------------- | -------------------------------------------- | -------------- | ---------------- | ---------------- | ------------------ |
| Periferia del Ática                      | Unidad periférica de Atenas Septentrional | Prefectura de Atenas (parte)                 | Kifisiá        | 140,7            | 591680           | 4205,3             |
| Periferia del Ática                      | Unidad periférica de Atenas Occidental    | Prefectura de Atenas (parte)                 | Peristeri      | 66,7             | 489675           | 7341,4             |
| Periferia de Ática                       | Unidad periférica de Atenas Central       | Prefectura de Atenas (parte)                 | Atenas         | 87,4             | 1029520          | 11780              |
| Periferia de Ática                       | Unidad periférica de Atenas Meridional    | Prefectura de Atenas (parte)                 | Kallithea      | 69,4             | 529826           | 7634,4             |
| Periferia de Ática                       | Unidad periférica de Ática Oriental       | Prefectura de Ática Oriental                 | Pallini        | 1513             | 502348           | 332                |
| Periferia de Ática                       | Unidad periférica de El Pireo             | Prefectura de El Pireo (parte)               | El Pireo       | 50,417           | 448997           | 8905,7             |
| Periferia de Ática                       | Unidad periférica de Islas                | Prefectura de El Pireo (parte)               | Egina          | 897,6            | 74651            | 83,2               |
| Periferia de Ática                       | Unidad periférica de Ática Occidental     | Prefectura de Ática Occidental               | Eleusis        | 1004,007         | 160927           | 160,3              |
| Periferia de Grecia Central              | Unidad periférica de Beocia               | Prefectura de Beocia                         | Lebadea        | 3211             | 117920           | 36,7               |
| Periferia de Grecia Central              | Unidad periférica de Eubea                | Prefectura de Eubea                          | Calcidia       | 4167             | 210815           | 50,6               |
| Periferia de Grecia Central              | Unidad periférica de Euritania            | Prefectura de Euritania                      | Karpenisio     | 1868             | 20081            | 10,8               |
| Periferia de Grecia Central              | Unidad periférica de Fócida               | Prefectura de Fócida                         | Ámfisa         | 2120             | 40343            | 19                 |
| Periferia de Grecia Central              | Unidad periférica de Ftiótide             | Prefectura de Ftiótide                       | Lamía          | 4440             | 158231           | 35,6               |
| Periferia de Macedonia Central           | Unidad periférica de Emacia               | Prefectura de Emacia                         | Veria          | 1701             | 140611           | 83                 |
| Periferia de Macedonia Central           | Unidad periférica de Tesalónica           | Prefectura de Tesalónica                     | Salónica       | 3683             | 1110312          | 301,4              |
| Periferia de Macedonia Central           | Unidad periférica de Kilkís               | Prefectura de Kilkís                         | Kilkís         | 2519             | 80419            | 32                 |
| Periferia de Macedonia Central           | Unidad periférica de Pella                | Prefectura de Pella                          | Édesa          | 2506             | 139680           | 55,7               |
| Periferia de Macedonia Central           | Unidad periférica de Piería               | Prefectura de Piería                         | Katerini       | 1516             | 126698           | 83,6               |
| Periferia de Macedonia Central           | Unidad periférica de Serres               | Prefectura de Serres                         | Serres         | 3968             | 176430           | 44,5               |
| Periferia de Macedonia Central           | Unidad periférica de Calcídica            | Prefectura de Calcídica                      | Polígiros      | 2918             | 105908           | 36,3               |
| Periferia de Creta                       | Unidad periférica de La Canea             | Prefectura de La Canea                       | La Canea       | 2376             | 156585           | 66                 |
| Periferia de Creta                       | Unidad periférica de Heraclión            | Prefectura de Heraclión                      | Heraclión      | 2641             | 305490           | 115,7              |
| Periferia de Creta                       | Unidad periférica de Lasithi              | Prefectura de Lasithi                        | San Nicolás    | 1823             | 75381            | 41,3               |
| Periferia de Creta                       | Unidad periférica de Rétino               | Prefectura de Rétino                         | Rétino         | 1496             | 85609            | 57,2               |
| Periferia de Macedonia Oriental y Tracia | Unidad periférica de Drama                | Prefectura de Drama                          | Drama          | 3468             | 98287            | 28,3               |
| Periferia de Macedonia Oriental y Tracia | Unidad periférica de Evros                | Prefectura de Evros                          | Alejandrópolis | 4242             | 147530           | 34,8               |
| Periferia de Macedonia Oriental y Tracia | Unidad periférica de Tasos                | Prefectura de Kavala (parte)                 | Tasos          | 380,097          | 13770            | 36,2               |
| Periferia de Macedonia Oriental y Tracia | Unidad periférica de Kavala               | Prefectura de Kavala (parte)                 | Kavala         | 1728             | 124917           | 72,3               |
| Periferia de Macedonia Oriental y Tracia | Unidad periférica de Xánthi               | Prefectura de Xánthi                         | Xánthi         | 1793             | 111222           | 62                 |
| Periferia de Macedonia Oriental y Tracia | Unidad periférica de Ródope               | Prefectura de Ródope                         | Komotiní       | 2543             | 112039           | 44,1               |
| Periferia de Epiro                       | Unidad periférica de Arta                 | Prefectura de Arta                           | Arta           | 1662             | 67877            | 40,8               |
| Periferia de Epiro                       | Unidad periférica de Ioánina              | Prefectura de Ioánina                        | Ioánina        | 4990             | 167901           | 33,6               |
| Periferia de Epiro                       | Unidad periférica de Préveza              | Prefectura de Préveza                        | Préveza        | 1036             | 57491            | 55,5               |
| Periferia de Epiro                       | Unidad periférica de Tesprotia            | Prefectura de Tesprotia                      | Igumenitsa     | 1515             | 43587            | 28,8               |
| Periferia de Islas Jónicas               | Unidad periférica de Corfú                | Prefectura de Corfú                          | Corfú          | 641,057          | 104371           | 162,8              |
| Periferia de Islas Jónicas               | Unidad periférica de Ítaca                | Prefectura de Cefalonia (parte)              | Vathi          | 117,8            | 3231             | 27,4               |
| Periferia de Islas Jónicas               | Unidad periférica de Cefalonia            | Prefectura de Cefalonia (parte)              | Argostoli      | 786,58           | 35801            | 45,5               |
| Periferia de Islas Jónicas               | Unidad periférica de Léucade              | Prefectura de Léucade                        | Lefkada        | 359              | 23693            | 66                 |
| Periferia de Islas Jónicas               | Unidad periférica de Zante                | Prefectura de Zante                          | Zante          | 405,55           | 40759            | 100,5              |
| Periferia de Egeo Septentrional          | Unidad periférica de Quíos                | Prefectura de Quíos                          | Quíos          | 904              | 52674            | 58,3               |
| Periferia de Egeo Septentrional          | Unidad periférica de Icaria               | Prefectura de Samos (parte)                  | Agios Kirykos  | 300,6            | 9882             | 32,9               |
| Periferia de Egeo Septentrional          | Unidad periférica de Lemnos               | Prefectura de Lesbos (parte)                 | Mirina         | 520,9            | 17262            | 33,                |
| Periferia de Egeo Septentrional          | Unidad periférica de Lesbos               | Prefectura de Lesbos (parte)                 | Mitilene       | 1632,8           | 86436            | 53                 |
| Periferia de Egeo Septentrional          | Unidad periférica de Samos                | Prefectura de Samos (parte)                  | Vathí          | 477,4            | 32977            | 69,1               |
| Periferia de Peloponeso                  | Unidad periférica de Arcadia              | Prefectura de Arcadia                        | Trípoli        | 4419             | 86685            | 19,6               |
| Periferia de Peloponeso                  | Unidad periférica de Argólida             | Prefectura de Argólida                       | Nauplia        | 2154             | 97044            | 45,05              |
| Periferia de Peloponeso                  | Unidad periférica de Corintia             | Prefectura de Corintia                       | Corinto        | 2290             | 145082           | 63,3               |
| Periferia de Peloponeso                  | Unidad periférica de Laconia              | Prefectura de Laconia                        | Esparta        | 3636             | 89138            | 24,5               |
| Periferia de Peloponeso                  | Unidad periférica de Mesenia              | Prefectura de Mesenia                        | Calamata       | 2991             | 159954           | 53,5               |
| Periferia de Egeo Meridional             | Unidad periférica de Andros               | Prefectura de Cícladas (parte)               | Andros         | 380              | 9221             | 24,3               |
| Periferia de Egeo Meridional             | Unidad periférica de Kálimnos             | Prefectura de Dodecaneso (parte)             | Pothia         | 399,7            | 29452            | 73,7               |
| Periferia de Egeo Meridional             | Unidad periférica de Kárpatos             | Prefectura de Dodecaneso (parte)             | Kárpatos       | 374,3            | 7310             | 19,5               |
| Periferia de Egeo Meridional             | Unidad periférica de Ceos-Citnos          | Prefectura de Cícladas (parte)               | Ceos           | 247,4            | 3911             | 15,8               |
| Periferia de Egeo Meridional             | Unidad periférica de Cos                  | Prefectura de Dodecaneso (parte)             | Cos            | 337,2            | 34396            | 102                |
| Periferia de Egeo Meridional             | Unidad periférica de Milos                | Prefectura de Cícladas (parte)               | Milos          | 362,5            | 9932             | 27,4               |
| Periferia de Egeo Meridional             | Unidad periférica de Míkonos              | Prefectura de Cícladas (parte)               | Míconos        | 105,2            | 10134            | 96,3               |
| Periferia de Egeo Meridional             | Unidad periférica de Naxos                | Prefectura de Cícladas (parte)               | Naxos          | 622,1            | 20837            | 33,5               |
| Periferia de Egeo Meridional             | Unidad periférica de Paros                | Prefectura de Cícladas (parte)               | Paros          | 241,5            | 14926            | 61,8               |
| Periferia de Egeo Meridional             | Unidad periférica de Rodas                | Prefectura de Dodecaneso (parte)             | Rodas          | 1587,2           | 119830           | 75,5               |
| Periferia de Egeo Meridional             | Unidad periférica de Siros                | Prefectura de Cícladas (parte)               | Hermópolis     | 101,9            | 21507            | 211,06             |
| Periferia de Egeo Meridional             | Unidad periférica de Santorini            | Prefectura de Cícladas (parte)               | Fira           | 314,8            | 18883            | 60                 |
| Periferia de Egeo Meridional             | Unidad periférica de Tinos                | Prefectura de Cícladas (parte)               | Tinos          | 194,5            | 8636             | 44,4               |
| Periferia de Tesalia                     | Unidad periférica de Karditsa             | Prefectura de Karditsa                       | Karditsa       | 2636             | 113544           | 43,1               |
| Periferia de Tesalia                     | Unidad periférica de Larisa               | Prefectura de Lárisa                         | Lárisa         | 5381             | 284325           | 52,8               |
| Periferia de Tesalia                     | Unidad periférica de Magnesia             | Prefectura de Magnesia (parte)               | Volos          | 2367             | 190010           | 80,3               |
| Periferia de Tesalia                     | Unidad periférica de Espóradas            | Prefectura de Magnesia (parte)               | Scíathos       | 275,7            | 13798            | 50,05              |
| Periferia de Tesalia                     | Unidad periférica de Tríkala              | Prefectura de Tríkala                        | Tríkala        | 3383,48          | 131085           | 38,7               |
| Periferia de Grecia Occidental           | Unidad periférica de Acaya                | Prefectura de Acaya                          | Patras         | 3272             | 309694           | 94,6               |
| Periferia de Grecia Occidental           | Unidad periférica de Etolia-Acarnania     | Prefectura de Etolia-Acarnania               | Mesolongi      | 5461             | 210802           | 38,6               |
| Periferia de Grecia Occidental           | Unidad periférica de Élide                | Prefectura de Élide                          | Pirgos         | 2618             | 159300           | 60,8               |
| Periferia de Macedonia Occidental        | Unidad periférica de Flórina              | Prefectura de Flórina                        | Flórina        | 1924             | 51414            | 26,7               |
| Periferia de Macedonia Occidental        | Unidad periférica de Grevená              | Prefectura de Grevená                        | Grevená        | 2291             | 31757            | 13,9               |
| Periferia de Macedonia Occidental        | Unidad periférica de Kastoriá             | Prefectura de Kastoriá                       | Kastoriá       | 1720             | 50322            | 29,3               |
| Periferia de Macedonia Occidental        | Unidad periférica de Kozani               | Prefectura de Kozani                         | Kozani         | 3516             | 150196           | 42,7               |